# 조광일 (래퍼)
조광일(1996년 9월 12일 ~ )은 대한민국의 래퍼이다. "빠른 속사포와 한국어의 파열음으로 타격감을 주는 랩"으로 잘 알려져 있다. 팬덤은 찐따들 이다.  2019년에 데뷔 싱글 "Grow Back"를 발매했고, 2020년에 싱글 "곡예사"로 주목을 받았다. 2021년에 랩 경연 TV 프로그램 <쇼미더머니10>에서 우승했다.

## 생애
조광일은 1996년 9월 12일에 광주광역시 남구에서 태어났다. 스타크래프트 게이머가 되고 싶었으나, 게임사가 갑자기 서비스를 중단했다. 음악으로 눈을 돌린 그는 17살 때 랩을 시작했다.

## 학력
- 전남공업고등학교 (졸업)[2]

## 경력
조광일은 2019년에 데뷔 싱글 "Grow Back"을 발매했고, 2020년 4월에 싱글 "곡예사"를 발매하여 화제가 되었다. "곡예사"는 가온 노래방 차트에서 18위를 기록했고, 뮤직 비디오는 조회수 1000만 회 이상을 기록했다. 또한 평론가들의 호평을 받았고, 한국 힙합 어워즈 올해의 힙합 트랙 후보에 올랐다. 10월에 데뷔 정규 음반 암순응을 발매했고, 2021년에 랩 경연 TV 프로그램 <쇼미더머니10>에 참가하여 우승을 차지하였다.

## 자선활동
조광일은 <쇼미더머니10> 우승 상금을 홀트아동복지회에 기부했다.

## 디스코그래피

### 정규 음반
| 제목   | 상세                                                                             | 최고 차트 순위 |
| 제목   | 상세                                                                             | KOR            |
| ------ | -------------------------------------------------------------------------------- | -------------- |
| 암순응 | - 발매일: 2020년 10월 16일 - 레이블: 디핀칼즈 레코즈 - 형식: CD, 디지털 다운로드 | 64             |
| 광순응 | - 발매일: 2024년 2월 6일 - 레이블: 사자레코드 - 형식: CD, 디지털 다운로드        |                |

### EP
| 제목                      | 상세                                                                         |
| ------------------------- | ---------------------------------------------------------------------------- |
| 신세계 (with 브라운 티거) | - 발매일: 2020년 11월 26일 - 레이블: 디핀칼즈 레코즈 - 형식: 디지털 다운로드 |
| 변태                      | - 발매일: 2022년 8월 22일 - 형식: 디지털 다운로드                            |

### 싱글
| 제목                                                                                       | 연도 | 차트 최고 순위 | 음반                     |
| 제목                                                                                       | 연도 | KOR            | 음반                     |
| ------------------------------------------------------------------------------------------ | ---- | -------------- | ------------------------ |
| "Grow Back"                                                                                | 2019 | —              | 비음반 싱글              |
| "곡예사"                                                                                   | 2020 | —              | 비음반 싱글              |
| "THC" (with 브라운 티거)                                                                   | 2020 | —              | 곡예사                   |
| "한국"                                                                                     | 2020 | —              | 암순응                   |
| "정리해고" (with 베이식)                                                                   | 2020 | —              | 비음반 싱글              |
| "Raw" (with 브라운 티거) (Feat. 김승민)                                                    | 2020 | —              | 신세계                   |
| "회상록"                                                                                   | 2020 | —              | 암순응                   |
| "이인증"                                                                                   | 2021 | —              | 비음반 싱글              |
| "4HC" (with 브라운 티거, 왈로, 영 잔디스)                                                  | 2021 | —              | 비음반 싱글              |
| "람보"                                                                                     | 2021 | —              | 비음반 싱글              |
| "디스코나 출래"                                                                            | 2021 | —              | 비음반 싱글              |
| "난세 Freestyle" (Feat. 보이비, 식보이, 브루노 챔프맨, 브라운 티거, 영 잔디스, 행주, 왈로) | 2021 | —              | 비음반 싱글              |
| "퍼펙트" (Feat. 브라운 티거)                                                               | 2021 | —              | 비음반 싱글              |
| "Wake Up" (with 개코, 아우릴고트, 신스, 안병웅, 태버)                                      | 2021 | 3              | 쇼미더머니 10 Episode 1  |
| "가시" (with 개코, 저스디스)                                                               | 2021 | 22             | 쇼미더머니 10 Episode 2  |
| "호우주의" (Feat. 개코, 넉살)                                                              | 2021 | 14             | 쇼미더머니 10 Semi Final |
| "가리온" (Feat. 다이나믹 듀오)                                                             | 2021 | 49             | 쇼미더머니 10 Final      |
| "쿠키영상" (Feat. 에일리, 행주, 개코)                                                      | 2021 | 101            | 쇼미더머니 10 Final      |
| "만세"                                                                                     | 2022 | —              | 비음반 싱글              |
| "거듭해" (Feat. 화나)                                                                      | 2022 | —              | 비음반 싱글              |
| "Break the Line" (Feat. 브라운 티거)                                                       | 2022 | —              | 비음반 싱글              |
| "깽값" (Feat. 개코)                                                                        | 2022 | —              | 비음반 싱글              |
| "Ghost Buster"                                                                             | 2022 | —              | 미남당 OST               |

## 필모그래피

### TV
| 연도 | 제목           | 역할          | 각주  |
| ---- | -------------- | ------------- | ----- |
| 2021 | <쇼미더머니10> | 참가자 (우승) | [ 9 ] |

## 수상 및 후보
| 시상식           | 연도 | 후보           | 부문                 | 결과 | 각주  |
| ---------------- | ---- | -------------- | -------------------- | ---- | ----- |
| 한국 힙합 어워즈 | 2021 | 조광일         | 올해의 신인 아티스트 | 후보 | [ 8 ] |
| 한국 힙합 어워즈 | 2021 | "곡예사"       | 올해의 힙합 트랙     | 후보 | [ 8 ] |
| 한국 힙합 어워즈 | 2021 | "곡예사 Remix" | 올해의 콜라보레이션  | 후보 | [ 8 ] |

### 내용주
1. ↑  "곡예사"는 가온 디지털 차트에 진입하지 못했으나 가온 노래방 차트 8위를 기록했다.

### 참조주
1. ↑  한수진 (2021년 12월 14일). “[인터뷰] 조광일, 힙합의 다양성을 알려준 래퍼”. 《아이즈》.
2. 1 2  김효진 (2021년 12월 9일). “"광주 남구의 아들"…조광일, 고향에 걸린 '쇼미더머니10' 우승 현수막”. 《톱스타뉴스》.
3. ↑  박준희 (2021년 12월 30일). “[Herald Interview] Jo Gwangil blazes fast raps to express emotions in his heart”. 《코리아 헤럴드》 (영어).
4. ↑  유지혜 (2021년 12월 15일). “조광일 “‘호불호 나뉘는 래퍼’ 편견 지운게 가장 뿌듯하죠” [인터뷰]”. 《스포츠동아》.
5. ↑  “2020년 34주차 노래방 Chart”. 《서클 차트》.
6. ↑  《[M/V] Gwangil Jo(조광일) - Acrobat(곡예사)》. SUPER SOUND Bugs!. 2020년 4월 1일  – 유튜브 경유.
7. ↑  “2020 올해의 가요 싱글”. 《이즘》. 2020년 12월 4일. 2020년 12월 4일에 원본 문서에서 보존된 문서. 2022년 4월 19일에 확인함.
8. 1 2  “한국 힙합 어워즈 2021 후보”. 《한국 힙합 어워즈》.
9. 1 2  “'쇼미더머니10' 조광일, 최종 우승 "개코·코쿤에게 감사"”. 《한국일보》. 2021년 12월 4일.
10. ↑  강경윤 (2021년 12월 29일). “이게 K-힙합이지...'쇼미10' 우승자 조광일 또 기부”. 《SBS 연예뉴스》.
11. 1 2  “조광일”. 《가온 차트》.